# Hydrocynus tanzaniae
Hydrocynus tanzaniae  (лат.) — вид хищных лучепёрых рыб из семейства африканских тетр отряда харацинообразных.

## Внешний вид и строение
Hydrocynus tanzaniae крупная хищная рыба. Строением зубов они напоминают Hydrocynus forskahlii. Голотип имел длину тела 24,13 см, но затем были пойманы рыбаками экземпляры крупнее 70 см и весом 11 кг. Эти рыбы имеют серебристо-серую окраску, часто с полосами. У них часто есть синие, чёрные, розовые, зелёные и красные пятна, что делает их одними из самых красочных тигровых рыб. В отличие от других представителей рода они имеют синий жировой плавник (у других видов он чёрный).

## Распространение
Встречается в Танзании в реках Руаха и Руфиджи.